# Paral·lel 76° nord
El paral·lel 76° nord és una línia de latitud que es troba a 76 graus nord de la línia equatorial terrestre. Travessa Europa, Àsia, l'Oceà Pacífic, Amèrica del Nord l'oceà Atlàntic.

## Geografia
En el sistema geodèsic WGS84, al nivell de 76° de latitud nord, un grau de longitud equival a 27,016 km; la longitud total del paral·lel és de 9.726 km, que és aproximadament 24,3% de la de l'equador, del que es troba a 8.439 km i a 1.563 km del pol Nord
Com tots els altres paral·lels a part de l'equador, el paral·lel 76° nord no és un cercle màxim i no és la distància més curta entre dos punts, fins i tot si es troben al mateix latitud. Per exemple, seguint el paral·lel, la distància recorreguda entre dos punts de longitud oposada és 4.863 km; després d'un cercle màxim (que passa pel Pol Nord), només és 3.126 km.

## Durada del dia
En aquesta latitud, el sol és visible durant 24 hores i 0 minuts a l'estiu, i resta sota l'horitzó tot el dia en solstici d'hivern.

## Arreu del món
Començant al meridià de Greenwich i dirigint-se cap a l'est, el paral·lel 76º passa per:
| Coordenades                               | País, territori o mar      | Notes |
| ----------------------------------------- | -------------------------- | --- |
| 76° 0′ N, 0° 0′ E / 76.000°N,0.000°E      | Oceà Atlàntic              | Mar de Groenlàndia Mar de Noruega                                                                                |
| 76° 0′ N, 17° 14′ E / 76.000°N,17.233°E   | Mar de Barents             | |
| 76° 0′ N, 60° 19′ E / 76.000°N,60.317°E   | Rússia                     | Nova Terra – Illa Séverni                                                                                        |
| 76° 0′ N, 66° 31′ E / 76.000°N,66.517°E   | Mar de Kara                | Passa al nord de les Illes Izvesti TSIK, Rússia                                                                  |
| 76° 0′ N, 92° 57′ E / 76.000°N,92.950°E   | Rússia                     | Península de Taimir                                                                                              |
| 76° 0′ N, 113° 32′ E / 76.000°N,113.533°E | Mar de Làptev              | |
| 76° 0′ N, 137° 54′ E / 76.000°N,137.900°E | Rússia                     | Illes de Nova Sibèria – Illa Kotelni                                                                             |
| 76° 0′ N, 139° 34′ E / 76.000°N,139.567°E | Mar de la Sibèria Oriental | |
| 76° 0′ N, 140° 58′ E / 76.000°N,140.967°E | Rússia                     | Illes de Nova Sibèria – Terra de Bunge i Illa Faddeievski                                                        |
| 76° 0′ N, 142° 8′ E / 76.000°N,142.133°E  | Mar de la Sibèria Oriental | Passa al sud de l'illa Zhokhov, Rússia                                                                           |
| 76° 0′ N, 161° 24′ E / 76.000°N,161.400°E | Oceà Àrtic                 | |
| 76° 0′ N, 122° 35′ O / 76.000°N,122.583°O | Canadà                     | Territoris del Nord-oest – Illa del Príncep Patrick                                                              |
| 76° 0′ N, 119° 27′ O / 76.000°N,119.450°O | Canal de Crozier           | |
| 76° 0′ N, 118° 6′ O / 76.000°N,118.100°O  | Canadà                     | Territoris del Nord-oest – Illa Eglinton                                                                         |
| 76° 0′ N, 117° 33′ O / 76.000°N,117.550°O | Estret de Kellett          | |
| 76° 0′ N, 116° 26′ O / 76.000°N,116.433°O | Canadà                     | Territoris del Nord-oest - Illa de Melville                                                                      |
| 76° 0′ N, 111° 58′ O / 76.000°N,111.967°O | Badia d'Hecla i Griper     | |
| 76° 0′ N, 109° 29′ O / 76.000°N,109.483°O | Canadà                     | Nunavut - Illa de Melville                                                                                       |
| 76° 0′ N, 107° 35′ O / 76.000°N,107.583°O | Badia de Weatherall        | |
| 76° 0′ N, 106° 44′ O / 76.000°N,106.733°O | Canadà                     | Nunavut - Illa de Melville                                                                                       |
| 76° 0′ N, 105° 50′ O / 76.000°N,105.833°O | Canal de Byam Martin       | |
| 76° 0′ N, 103° 22′ O / 76.000°N,103.367°O | Canadà                     | Nunavut – Illa Massey                                                                                            |
| 76° 0′ N, 102° 27′ O / 76.000°N,102.450°O | Erskine Inlet              | Passa la nord de l'illa Alexander, Nunavut, Canadà                                                               |
| 76° 0′ N, 101° 44′ O / 76.000°N,101.733°O | Canadà                     | Nunavut – Illa de Bathurst, passa a través de May Inlet                                                          |
| 76° 0′ N, 97° 37′ O / 76.000°N,97.617°O   | Canal de Queens            | Passa la nord de l'Illa Baring, Nunavut, Canadà · Passa al sud de l'illa Dundas i illa Margaret, Nunavut, Canadà |
| 76° 0′ N, 94° 35′ O / 76.000°N,94.583°O   | Canal de Wellington        | Passa la nord de l'illa Baillie-Hamilton, Nunavut, Canadà                                                        |
| 76° 0′ N, 92° 33′ O / 76.000°N,92.550°O   | Canadà                     | Nunavut – Illa Devon                                                                                             |
| 76° 0′ N, 89° 55′ O / 76.000°N,89.917°O   | Estret de Jones            | |
| 76° 0′ N, 79° 23′ O / 76.000°N,79.383°O   | Canadà                     | Nunavut – Illa Coburg                                                                                            |
| 76° 0′ N, 79° 3′ O / 76.000°N,79.050°O    | Badia de Baffin            | |
| 76° 0′ N, 67° 15′ O / 76.000°N,67.250°O   | Groenlàndia                | Crimson Cliffs vora Cap York                                                                                     |
| 76° 0′ N, 66° 37′ O / 76.000°N,66.617°O   | Badia de Melville          | |
| 76° 0′ N, 59° 45′ O / 76.000°N,59.750°O   | Groenlàndia                | Glacera del Rei Oscar                                                                                            |
| 76° 0′ N, 19° 54′ O / 76.000°N,19.900°O   | Badia de Dove              | |
| 76° 0′ N, 18° 34′ O / 76.000°N,18.567°O   | Groenlàndia                | Illa Store Koldewey                                                                                              |
| 76° 0′ N, 18° 28′ O / 76.000°N,18.467°O   | Oceà Atlàntic              | Mar de Groenlàndia                                                                                               |